# Ngerulmud
Ngerulmud är huvudstad i Palau sedan 7 oktober 2006 då den ersatte Koror city. Ngerulmud består enbart av tre regeringsbyggnader och har inga kända invånare. Huvudstaden ligger i delstaten Melekeok, som hade en befolkning på 318 invånare år 2020. Ngerulmud är världens minsta huvudstad i en självständig stat.